# Ted King
Theodore William King, född den 1 oktober 1965 i Hollywood, Kalifornien, är en amerikansk skådespelare.
King fick sitt genombrott som skådespelare när han medverkade i såpoperan Loving 1995 samt i såpoperan The City tills den lades ned 1997. De två serierna sändes på ABC och det gjorde även hans följande serie, Timecop, som sändes hösten 1997. Han medverkade i TV-serien Förhäxad där han spelade kriminalinspektör Andy Trudeau från 1998 till 1999. King återvände till såpoperorna 2002 när han medverkade i General Hospital ett par månader i rollen som Luis Alcazar. Trots att hans karaktär mördades återvände han 2003 i rollen som Luis tvillingbror.